# Copa Europea de la FIBA 2015-16
La temporada 2015-16 de la Copa Europea de la FIBA es la temporada inaugural de la nueva competición de baloncesto organizada por la FIBA Europa
Reemplaza al EuroChallenge y tiene el objetivo de tomar el lugar de la Eurocup (organizada por la Euroleague), como la competencia de segundo nivel en Europa, ya que la FIBA pide a las federaciones nacionales que se comprometan a registrar sus equipos en esta competición.

## Formato
El torneo está dividido en varias fases. En un principio, los 56 equipos se dividen en dos conferencias de 28 equipos según sean del este o del oeste de Europa, y a su vez en siete grupos de cuatro equipos. Dentro de los catorce grupos, los equipos se enfrentan todos contra todos dos veces, una como local y otra como visitante. Los dos mejores de cada grupo más los dos mejores terceros de cada conferencia avanzan de fase. El resto de los equipos queda eliminado.
Los 32 clasificados se dividen nuevamente en grupos de cuatro equipos cada uno, salvo que en esta etapa no hay subdivisión este-oeste. Nuevamente se enfrentan todos contra todos dentro del grupo avanzando los dos mejores de cada uno. El resto de los equipos queda eliminado.
Los 16 clasificados se emparejan, un primero de grupo con un segundo de grupo, en series al mejor de tres donde el mejor ubicado disputa dos partidos como local. Los ganadores avanzan a cuartos de final donde se utiliza nuevamente el mismo formato, el resto de los equipos queda eliminado. Los ganadores de cuartos de final avanzan a la "Final Four".
La "Final Four" se disputa en una misma sede durante un fin de semana, primero disputándose las semifinales y luego, al otro día, el tercer puesto y la final. El ganador de la final se proclama campeón.

## Equipos
La fecha límite para inscribirse en la competición fue el 30 de julio de 2015. La lista oficial de los equipos se anunció el 3 de agosto de 2015.
| Fase de grupos              | Fase de grupos                | Fase de grupos             | Fase de grupos             |
| Conferencia 1               | Conferencia 1                 | Conferencia 2              | Conferencia 2              |
| --------------------------- | ----------------------------- | -------------------------- | -------------------------- |
| ASVEL (6º)                  | ČEZ Nymburk (1º)              | Khimik (1º)                | Lukoil Academic (1º)       |
| STB Le Havre (7º)           | Södertälje Kings (1º)         | Sigal Prishtina (1º)       | Rilski Sportist (4º)       |
| Élan Chalonnais (8º)        | Boras Basket (3º)             | Astana (1º)                | PGE Turów (2º)             |
| FoxTown Cantù (7º)          | Bakken Bears (2º)             | Juventus (3º)              | Rosa Radom (2º)            |
| Openjobmetis Varese (11º)   | Fraport Skyliners (6º)        | Pieno žvaigždės (5º)       | Śląsk Wrocław (6º)         |
| Soproni KC (4º)             | SPM Shoeters Den Bosch (1º)   | Šiauliai (7º)              | Energia Targu Jiu (3º)     |
| Falco Szombathely (6º)      | Donar Groningen (2º)          | Tartu Ülikool/Rock (1º)    | Helios Suns Domžale (4º)   |
| EGIS Körmend (10º)          | ZZ Leiden (3º)                | Kalev/Cramo (2º)           | Ventspils (2º)             |
| Benfica (1º)                | Cibona Zagreb (2º)            | Kataja Basket (1º)         | Maccabi Rishon LeZion (4º) |
| Porto (1º)                  | Tajfun (1º)                   | KTP (3º)                   | Tsmoki-Minsk (1º)          |
| Telenet Oostende (1º)       | Krka Novo Mesto (3º)          | Türk Telekom (7º)          | Enisey (11º)               |
| Belfius Mons-Hinault (2º)   | Zlatorog Laško (5º)           | Royal Hali Gaziantep (10º) | Rieker Komárno (1º)        |
| Port of Antwerp Giants (6º) | magnofit Güssing Knights (1º) | AEK Larnaca (1º)           | Inter Bratislava (3º)      |
| Hibernia Basketball         | ECE Bulls Kapfenberg (3º)     | ETHA Engomis (4º)          | Kumanovo 2009 (2º)         |

Los números entre paréntesis representan las posiciones de los equipos en sus respectivas ligas domésticas de la temporada 2014-15, representando la clasificación del equipo después de los Playoffs finales.
Notas
1. ↑  FIBA Europa anunció que el club Rumano BC Timișoara ha retirado su participación en la competición. Helios Suns Domžale reemplaza al equipo rumano.[3]
2. ↑  Porto jugó la temporada pasada en la segunda división, la Proliga.
3. ↑  Hibernia es un equipo nuevo creado por la Federación Irlandesa de Básquet para competir en la Copa Europea de la FIBA.

## Sorteo
El sorteo se llevó a cabo el 4 de agosto el año 2015 en Múnich, Alemania. Los equipos cabeza de serie se definieron según la base de la participación y los resultados en competiciones europeas de los clubes en los últimos años, así como la clasificación en sus respectivas ligas nacionales la temporada pasada.

### Conferencia 1
| Equipo                                                                                           |
| ------------------------------------------------------------------------------------------------ |
| Telenet Oostende Cibona Zagreb ČEZ Nymburk ASVEL Élan Chalonnais Fraport Skyliners FoxTown Cantù |

| Equipo |
| --- |
| Belfius Mons-Hinault Port of Antwerp Giants Bakken Bears STB Le Havre SPM Shoeters Den Bosch Krka Novo Mesto Södertälje Kings |

| Equipo                                                                                             |
| -------------------------------------------------------------------------------------------------- |
| magnofit Güssing Knights Openjobmetis Varese Donar Groningen ZZ Leiden Benfica Boras Basket Tajfun |

| Equipo                                                                                                  |
| --- |
| ECE Bulls Kapfenberg Soproni KC Falco Szombathely EGIS Körmend Hibernia Basketball Porto Zlatorog Laško |

### Conferencia 2
| Equipo |
| --- |
| Tsmoki-Minsk Tartu Ülikool/Rock Kalev/Cramo PGE Turów Energia Targu Jiu Türk Telekom Royal Hali Gaziantep |

| Equipo                                                    |
| --------------------------------------------------------- |
| Kataja Basket KTP Astana Ventspils Šiauliai Enisey Khimik |

| Equipo                                                                                                |
| --- |
| Lukoil Academic Rilski Sportist AEK Larnaca ETHA Engomis Rosa Radom Śląsk Wrocław Helios Suns Domžale |

| Equipo |
| --- |
| Maccabi Rishon LeZion Sigal Prishtina Juventus Pieno žvaigždės Kumanovo 2009 Rieker Komárno Inter Bratislava |

## Fase Regular
La fase de grupos se jugó entre el 21 de octubre y el 2 de diciembre de 2015. Los dos primeros equipos de cada grupo y los cuatro mejores terceros colocados de todos los grupos (dos equipos de cada conferencia) avanzaron al Last 32.
Si los equipos están empatados en victoria y derrotas al final de la fase de grupos, el desempate se aplica en el siguiente orden:
1. Victorias y derrotas entre los equipos implicados.
2. Diferencia de puntos entre los equipos implicados.
3. Diferencia de puntos durante la fase de grupos.
4. Puntos conseguidos durante la fase de grupos.
5. Suma de los cocientes de los puntos a favor y puntos en contra en cada partido de la fase de grupos.

| Clave para los grupos                |
| ------------------------------------ |
| Equipos clasificados para el Last 32 |
| Equipos eliminados                   |

### Grupo A
| Pos. | Equipo               | PJ | PG | PP | PF  | PC  | +/- |
| ---- | -------------------- | -- | -- | -- | --- | --- | --- |
| 1.   | ASVEL                | 6  | 5  | 1  | 514 | 416 | +98 |
| 2.   | Belfius Mons-Hinault | 6  | 3  | 3  | 489 | 468 | +21 |
| 3.   | Donar Groningen      | 6  | 2  | 4  | 414 | 477 | -63 |
| 4.   | EGIS Körmend         | 6  | 2  | 4  | 443 | 499 | -56 |

|     | ASV   | BMH   | DGO   | EGK    |
| --- | ----- | ----- | ----- | ------ |
| ASV | –     | 87–66 | 81–45 | 83–64  |
| BMH | 89–81 | –     | 90–76 | 103–70 |
| DGO | 66–85 | 77–75 | –     | 78–71  |
| EGK | 86–97 | 77–66 | 75–72 | –      |

### Grupo B
| Pos. | Equipo                 | PJ | PG | PP | PF  | PC  | +/- |
| ---- | ---------------------- | -- | -- | -- | --- | --- | --- |
| 1.   | Port of Antwerp Giants | 6  | 6  | 0  | 499 | 428 | +71 |
| 2.   | Cibona Zagreb          | 6  | 3  | 3  | 453 | 473 | +20 |
| 3.   | Benfica                | 6  | 2  | 4  | 467 | 447 | +20 |
| 4.   | Soproni KC             | 6  | 1  | 5  | 409 | 480 | -71 |

|     | PAG   | CIZ   | BEN   | SKC   |
| --- | ----- | ----- | ----- | ----- |
| PAG | –     | 82–69 | 84–76 | 81–73 |
| CIZ | 78–92 | –     | 74–66 | 77–63 |
| BEN | 77–79 | 79–83 | –     | 91–62 |
| SKC | 55–81 | 91–72 | 65–78 | –     |

### Grupo C
| Pos. | Equipo              | PJ | PG | PP | PF  | PC  | +/- |
| ---- | ------------------- | -- | -- | -- | --- | --- | --- |
| 1.   | Telenet Oostende    | 6  | 4  | 2  | 473 | 438 | +35 |
| 2.   | Openjobmetis Varese | 6  | 3  | 3  | 493 | 459 | +34 |
| 3.   | Södertälje Kings    | 6  | 3  | 3  | 438 | 439 | -1  |
| 4.   | Falco Szombathely   | 6  | 2  | 4  | 415 | 483 | -68 |

|     | TEO   | OVA   | SKI   | FSZ   |
| --- | ----- | ----- | ----- | ----- |
| TEO | –     | 79–85 | 80–77 | 91–62 |
| OVA | 79–83 | –     | 76–61 | 94–71 |
| SKI | 71–54 | 90–86 | –     | 54–62 |
| FSZ | 64–86 | 75–73 | 81–85 | –     |

### Grupo D
| Pos. | Equipo                   | PJ | PG | PP | PF  | PC  | +/- |
| ---- | ------------------------ | -- | -- | -- | --- | --- | --- |
| 1.   | Élan Chalonnais          | 6  | 5  | 1  | 530 | 438 | +92 |
| 2.   | magnofit Güssing Knights | 6  | 3  | 3  | 470 | 478 | -8  |
| 3.   | SPM Shoeters Den Bosch   | 6  | 2  | 4  | 421 | 449 | -28 |
| 4.   | Zlatorog Laško           | 6  | 2  | 4  | 430 | 486 | -56 |

|     | ÉLC   | MGK   | SDB   | ZLA   |
| --- | ----- | ----- | ----- | ----- |
| ÉLC | –     | 88–83 | 72–66 | 86–53 |
| MGK | 75–99 | –     | 69–74 | 73–71 |
| SDB | 73–98 | 66–72 | –     | 81–73 |
| ZLA | 88–87 | 80–98 | 65–61 | –     |

### Grupo E
| Pos. | Equipo               | PJ | PG | PP | PF  | PC  | +/- |
| ---- | -------------------- | -- | -- | -- | --- | --- | --- |
| 1.   | STB Le Havre         | 6  | 4  | 2  | 455 | 431 | +24 |
| 2.   | FoxTown Cantù        | 6  | 3  | 3  | 502 | 484 | +18 |
| 3.   | Boras Basket         | 6  | 3  | 3  | 492 | 504 | -12 |
| 4.   | ECE Bulls Kapfenberg | 6  | 2  | 4  | 457 | 487 | -30 |

|     | STB   | FTC   | BOR   | BUK   |
| --- | ----- | ----- | ----- | ----- |
| STB | –     | 82–78 | 87–76 | 70–57 |
| FTC | 75–99 | –     | 69–74 | 73–71 |
| BOR | 73–98 | 66–72 | –     | 81–73 |
| BUK | 88–87 | 80–98 | 65–61 | –     |

### Grupo F
| Pos. | Equipo              | PJ | PG | PP | PF  | PC  | +/-  |
| ---- | ------------------- | -- | -- | -- | --- | --- | ---- |
| 1.   | Bakken Bears        | 6  | 6  | 0  | 485 | 398 | +87  |
| 2.   | ČEZ Nymburk         | 6  | 4  | 2  | 543 | 375 | +168 |
| 3.   | Tajfun              | 6  | 2  | 4  | 440 | 452 | -12  |
| 4.   | Hibernia Basketball | 6  | 0  | 6  | 345 | 588 | -243 |

|     | BAK   | ČEZ    | TAJ    | HIB    |
| --- | ----- | ------ | ------ | ------ |
| BAK | –     | 82–79  | 72–68  | 96–60  |
| ČEZ | 64–66 | –      | 103–81 | 106–45 |
| TAJ | 60–79 | 56–70  | –      | 82–55  |
| HIB | 67–90 | 45–121 | 73–93  | –      |

### Grupo G
| Pos. | Equipo            | PJ | PG | PP | PF  | PC  | +/-  |
| ---- | ----------------- | -- | -- | -- | --- | --- | ---- |
| 1.   | Fraport Skyliners | 6  | 6  | 0  | 444 | 385 | +59  |
| 2.   | Krka Novo Mesto   | 6  | 4  | 2  | 459 | 423 | +36  |
| 3.   | Porto             | 6  | 2  | 4  | 431 | 426 | +5   |
| 4.   | ZZ Leiden         | 6  | 0  | 6  | 351 | 451 | -100 |

|     | FRA   | KNM   | POR   | ZZL   |
| --- | ----- | ----- | ----- | ----- |
| FRA | –     | 67–65 | 89–81 | 63–58 |
| KNM | 72–82 | –     | 70–62 | 79–51 |
| POR | 58–67 | 83–87 | –     | 77–51 |
| ZZL | 51–76 | 78–86 | 62–70 | –     |

### Grupo H
| Pos. | Equipo                | PJ | PG | PP | PF  | PC  | +/- |
| ---- | --------------------- | -- | -- | -- | --- | --- | --- |
| 1.   | Maccabi Rishon LeZion | 6  | 4  | 2  | 457 | 433 | +24 |
| 2.   | Enisey                | 6  | 4  | 2  | 463 | 452 | +11 |
| 3.   | Lukoil Academic       | 6  | 4  | 2  | 458 | 465 | -77 |
| 4.   | Kalev/Cramo           | 6  | 0  | 6  | 457 | 485 | -28 |

|     | MAC   | ENI   | LUA   | KAL   |
| --- | ----- | ----- | ----- | ----- |
| MAC | –     | 68–72 | 72–77 | 67–66 |
| ENI | 67–74 | –     | 76–68 | 77–70 |
| LUA | 70–84 | 85–81 | –     | 80–78 |
| KAL | 81–92 | 87–91 | 75–78 | –     |

### Grupo I
| Pos. | Equipo              | PJ | PG | PP | PF  | PC  | +/- |
| ---- | ------------------- | -- | -- | -- | --- | --- | --- |
| 1.   | Ventspils           | 6  | 6  | 0  | 522 | 446 | +76 |
| 2.   | Pieno žvaigždės     | 6  | 3  | 3  | 483 | 495 | -12 |
| 3.   | PGE Turów           | 6  | 2  | 4  | 454 | 489 | -35 |
| 4.   | Helios Suns Domžale | 6  | 1  | 5  | 429 | 458 | -29 |

|     | VEN    | PŽV   | PGE   | HSD   |
| --- | ------ | ----- | ----- | ----- |
| VEN | –      | 86–67 | 96–73 | 67–62 |
| PŽV | 96–100 | –     | 74–71 | 80–71 |
| PGE | 76–92  | 90–80 | –     | 86–97 |
| HSD | 72–81  | 71–80 | 50–88 | –     |

### Grupo J
| Pos. | Equipo        | PJ | PG | PP | PF  | PC  | +/-  |
| ---- | ------------- | -- | -- | -- | --- | --- | ---- |
| 1.   | Türk Telekom  | 6  | 6  | 0  | 555 | 424 | +131 |
| 2.   | Rosa Radom    | 6  | 4  | 2  | 505 | 445 | +60  |
| 3.   | Kumanovo 2009 | 6  | 1  | 5  | 464 | 516 | -52  |
| 4.   | KTP           | 6  | 1  | 5  | 428 | 567 | -139 |

|     | TTE   | ROS   | KUM   | KTP    |
| --- | ----- | ----- | ----- | ------ |
| TTE | –     | 89–72 | 93–71 | 108–66 |
| ROS | 68–84 | –     | 84–75 | 95–48  |
| KUM | 75–84 | 73–89 | –     | 88–78  |
| KTP | 72–97 | 76–97 | 88–82 | –      |

### Grupo K
| Pos. | Equipo            | PJ | PG | PP | PF  | PC  | +/- |
| ---- | ----------------- | -- | -- | -- | --- | --- | --- |
| 1.   | Energia Targu Jiu | 6  | 5  | 1  | 495 | 448 | +47 |
| 2.   | AEK Larnaca       | 6  | 3  | 3  | 498 | 462 | +36 |
| 3.   | Astana            | 6  | 2  | 4  | 458 | 498 | -40 |
| 4.   | Sigal Prishtina   | 6  | 2  | 4  | 445 | 488 | -43 |

|     | ETJ   | AEK   | AST   | SPR    |
| --- | ----- | ----- | ----- | ------ |
| ETJ | –     | 87–82 | 89–72 | 87–72  |
| AEK | 71–75 | –     | 87–68 | 101–84 |
| AST | 85–95 | 78–74 | –     | 82–78  |
| SPR | 66–62 | 70–83 | 75–73 | –      |

### Grupo L
| Pos. | Equipo             | PJ | PG | PP | PF  | PC  | +/-  |
| ---- | ------------------ | -- | -- | -- | --- | --- | ---- |
| 1.   | Khimik             | 6  | 6  | 0  | 482 | 396 | +86  |
| 2.   | Tartu Ülikool/Rock | 6  | 3  | 3  | 417 | 412 | +5   |
| 3.   | Juventus           | 6  | 3  | 3  | 484 | 437 | +47  |
| 4.   | ETHA Engomis       | 6  | 0  | 6  | 377 | 515 | -138 |

|     | KHI   | TÜR   | JUV   | ETH   |
| --- | ----- | ----- | ----- | ----- |
| KHI | –     | 81–56 | 80–72 | 88–52 |
| TÜR | 61–63 | –     | 81–72 | 92–75 |
| JUV | 86–90 | 66–60 | –     | 94–67 |
| ETH | 69–80 | 55–67 | 59–94 | –     |

### Grupo M
| Pos. | Equipo               | PJ | PG | PP | PF  | PC  | +/- |
| ---- | -------------------- | -- | -- | -- | --- | --- | --- |
| 1.   | Royal Hali Gaziantep | 6  | 4  | 2  | 466 | 396 | +70 |
| 2.   | Śląsk Wrocław        | 6  | 4  | 2  | 448 | 462 | -14 |
| 3.   | Šiauliai             | 6  | 3  | 3  | 508 | 489 | +19 |
| 4.   | Inter Bratislava     | 6  | 1  | 5  | 470 | 545 | -75 |

|     | RHG   | ŚLW   | ŠIA    | INT    |
| --- | ----- | ----- | ------ | ------ |
| RHG | –     | 74–46 | 87–71  | 89–72  |
| ŚLW | 73–68 | –     | 71–69  | 80–75  |
| ŠIA | 72–69 | 80–97 | –      | 116–80 |
| INT | 62–79 | 96–81 | 85–100 | –      |

### Grupo N
| Pos. | Equipo          | PJ | PG | PP | PF  | PC  | +/- |
| ---- | --------------- | -- | -- | -- | --- | --- | --- |
| 1.   | Tsmoki-Minsk    | 6  | 5  | 1  | 548 | 486 | +62 |
| 2.   | Kataja Basket   | 6  | 4  | 2  | 519 | 486 | +33 |
| 3.   | Rilski Sportist | 6  | 2  | 4  | 502 | 537 | -35 |
| 4.   | Rieker Komárno  | 6  | 1  | 5  | 460 | 520 | -60 |

|     | TSM   | KAB   | RIS   | RIK   |
| --- | ----- | ----- | ----- | ----- |
| TSM | –     | 82–88 | 95–91 | 98–67 |
| KAB | 84–86 | –     | 92–76 | 87–83 |
| RIS | 88–97 | 87–83 | –     | 83–82 |
| RIK | 68–90 | 72–85 | 88–77 | –     |

### Mejores Terceros
Si los equipos están empatados en victoria y derrotas al final de la fase de grupos, el desempate se aplica en el siguiente orden:
1. Puntos.
2. Diferencia de puntos anotados.
3. Mayor número de puntos anotados.